# Dipterocarpus tempehes
Dipterocarpus tempehes är en tvåhjärtbladig växtart som beskrevs av Van Slooten. Dipterocarpus tempehes ingår i släktet Dipterocarpus och familjen Dipterocarpaceae. Inga underarter finns listade i Catalogue of Life.